# Liffa Gregoriussen
Liffa Gregoriussen (* 19. Juni 1904 in Tórshavn, Färöer; † 3. Januar 1992 ebenda; geborene Olivia (Liffa) Arge) war eine färöische Modeschöpferin und Frauenrechtlerin.
Olivia wurde 1904 als Tochter des Steinmetzes Sigmund Zacharias Arge (1866–1941) und Anne Margrethe Frederikke, geb. Andreasen (1868–1941) geboren. Sie heiratete am 30. Oktober 1930 den Seemann Magnus Gregoriussen (* 10. Oktober 1898 in Kvívík, † 12. Februar 1987 in Tórshavn, Sohn des Fischers Jacob Pauli Gregoriussen und Magnina Magnussen). Mit ihm hatte sie die Söhne Andriass (* 1931, † 1981), Jákup Pauli (1932–2021), Sigmundur (1934) und Jóan Petur (1940).